# Plaza Bizkaia
La plaza Bizkaia es una plaza ubicada en el centro de la villa de Bilbao.

## Historia
A raíz de la construcción del edificio homónimo adyacente, se propició a su vez la reforma de la plaza Bizkaia por parte del Ayuntamiento de Bilbao. La nueva plaza Bizkaia fue inaugurada en 2008. Se perseguía así con las obras ganar comodidad y accesibilidad para el viandante. Por ello, desaparecieron las pérgolas y las cascadas laterales que caracterizaban a la antigua plaza, creándose un espacio más abierto, con una original fuente de niebla en el centro. Este elemento, que combina vapor, esculturas (de Juan Asensio) y luz, es obra del arquitecto Lorenzo Fernández Ordóñez. Esta plaza también cuenta con dos zonas de juegos infantiles.

## Edificios de interés
Diversos edificios reseñables rodean la plaza Bizkaia:
- Edificio Plaza Bizkaia.
- Azkuna Zentroa.
- Cámara de Comercio, Industria y Navegación de Bilbao.
- Edificio Santiago.

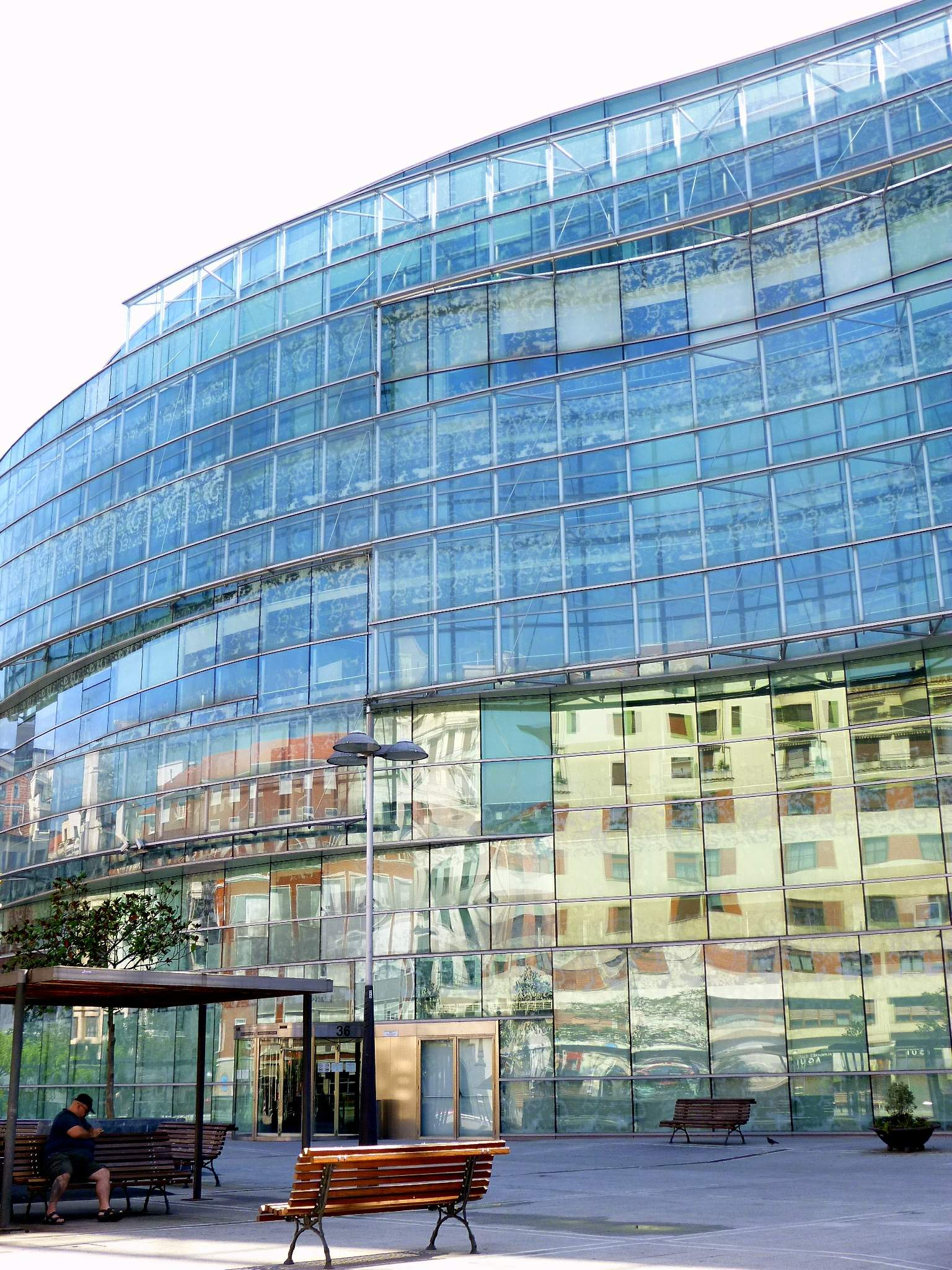
Edificio Plaza Bizkaia
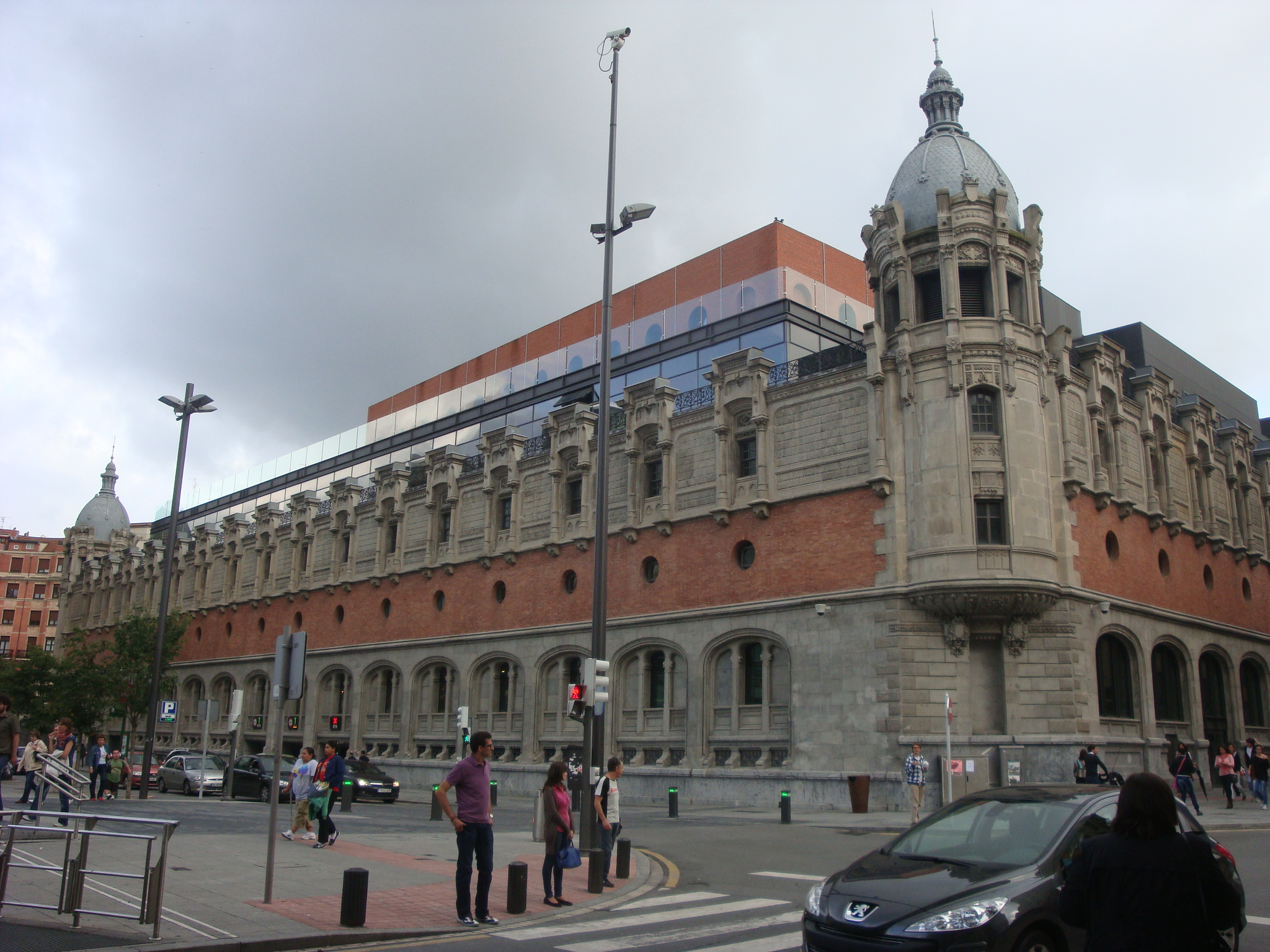
Azkuna Zentroa
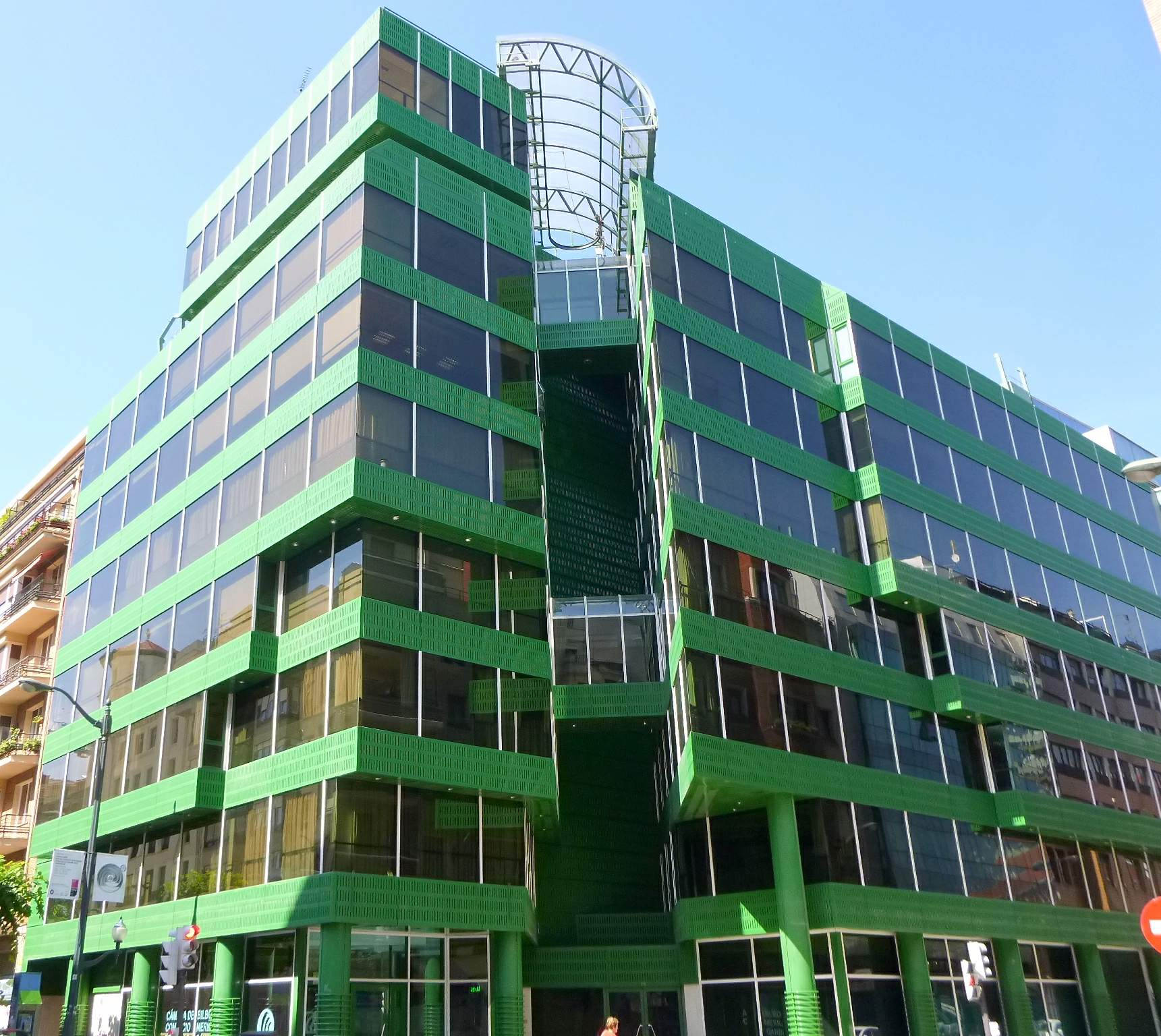
Cámara de Comercio, Industria y Navegación de Bilbao
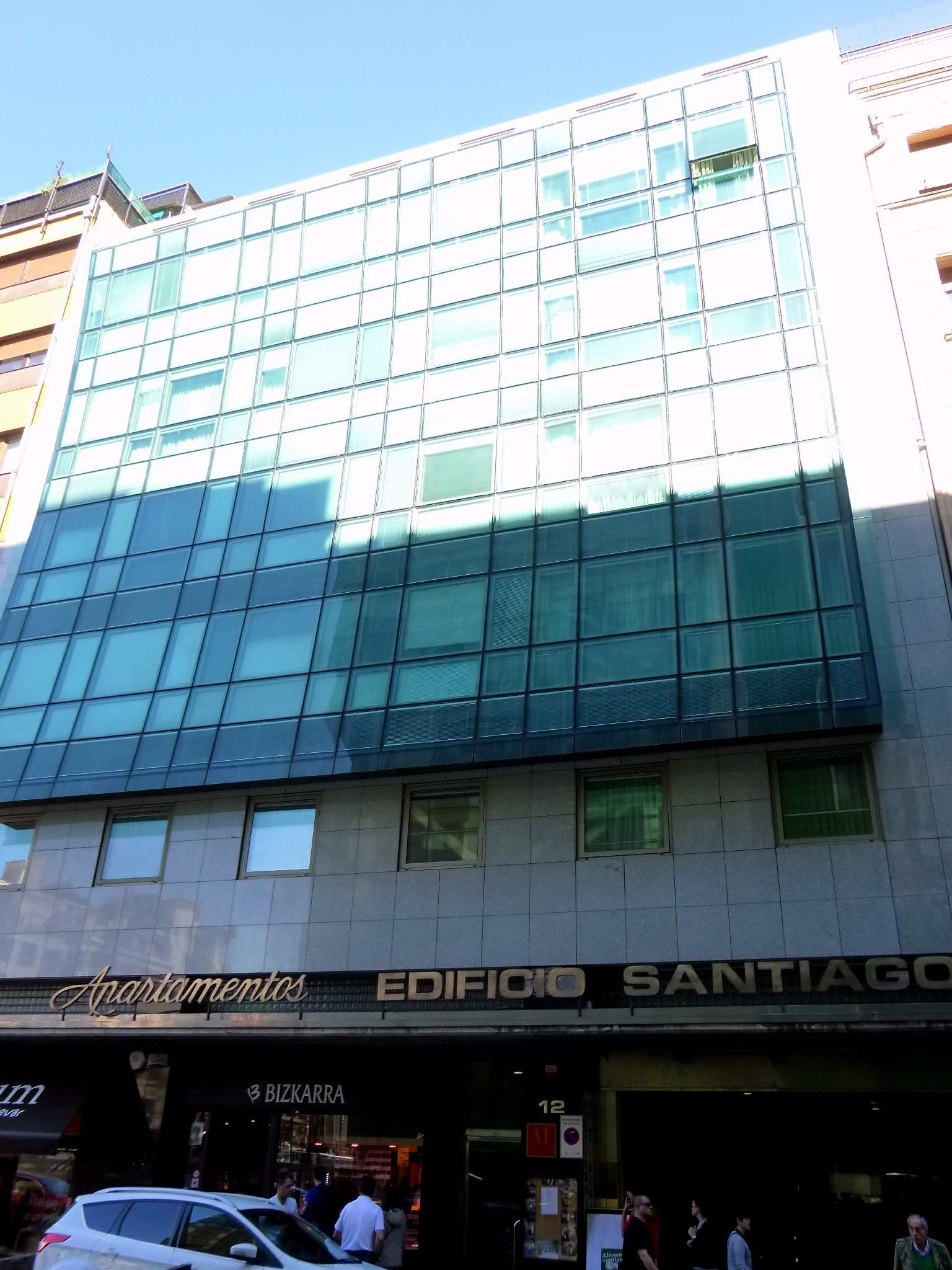
Edificio Santiago

## Medios de transporte
La estación de Moyua así como la de Indautxu del metro de Bilbao son las más próximas a la plaza.